# Matsuura Isamu
Isamu Matsuura (sinh ngày 12 tháng 8 năm 1991) là một cầu thủ bóng đá người Nhật Bản.

## Sự nghiệp câu lạc bộ
Isamu Matsuura đã từng chơi cho Shonan Bellmare.